# Никола Лопез
Николас Лопез (фр. Nicolas Lopez; Тарб, 14. новембар 1980) је француски мачевалац који се такмичи у борбама сабљом.
Као члан репрезентације Француске освојио је злато на Летњим олимпијским играма 2008. у Пекингу, након победе у над репрезентацијом Сједињених Америчких Држава. У појединачној конкуренцији је заузео друго место. У финалу је поражен од Кинеза Жонга Мана.